# Heteronyx prosper
Heteronyx prosper är en skalbaggsart som beskrevs av Blackburn 1909. Heteronyx prosper ingår i släktet Heteronyx och familjen Melolonthidae. Inga underarter finns listade i Catalogue of Life.